# Poecilia nicholsi
Poecilia nicholsi är en fiskart som först beskrevs av Myers, 1931.  Poecilia nicholsi ingår i släktet Poecilia och familjen Poeciliidae. Inga underarter finns listade i Catalogue of Life.